# Nazionale maschile di rugby a 15 della Costa Rica
La nazionale di rugby XV della Costa Rica (Selección de rugby de Costa Rica) è inclusa nel terzo livello del rugby internazionale.